# Solenopsis solenopsidis
Solenopsis solenopsidis är en myrart som först beskrevs av Kusnezov 1953.  Solenopsis solenopsidis ingår i släktet eldmyror, och familjen myror. IUCN kategoriserar arten globalt som sårbar. Inga underarter finns listade i Catalogue of Life.